# Église Saint-Louis de Tonnegrande
L'église Saint-Louis de Tonnegrande est une église situé à Tonnégrande, un village de la commune de Montsinéry-Tonnegrande en Guyane.